# Hưng Yên
Hung Yen est une ville du nord du Viêt Nam (ex Tonkin), capitale de la province du même nom, située sur la rive gauche du fleuve Rouge, au sud de la province, à environ 60 kilomètres au sud de Hanoï. 

## Présentation
Sa population était de 121 486 habitants en 2008. Son ancien port fluvial (Pho Hien) est fameux pour ses pagodes et ses temples.
La province de Hưng Yên est desservie par l'autoroute Hanoï–Hải Phòng.

## Subdivisions administratives
La ville administre :
- Sept arrondissements (phường) : Le Loi, Quang Trung, Minh Khai, Hien Nam, Lam Son, Hong Chau, An Tao.
- Cinq communes rurales (xã) : Bao Khe, Trung Nghia, Lien Phuong, Hong Nam, Quang Chau.

## Patrimoine architectural
- Pagode de Chuông
- Temple de la Littérature